# Brevipalpus viguiera
Brevipalpus viguiera är en spindeldjursart som beskrevs av Baker, Tuttle och Abbatiello 1975. Brevipalpus viguiera ingår i släktet Brevipalpus och familjen Tenuipalpidae. Inga underarter finns listade.